# Oust-Koksa
Oust-Koksa (en russe : Усть-Ко́кса, en altaï méridional : Кӧк-Суу Оозы, Kök-Suu Oozı) est un village de la république de l’Altaï en Russie. Il doit son nom à la rivière Koksa qui se jette dans la Katoun au niveau du village, Oust signifiant embouchure. C'est le chef-lieu administratif du raïon d'Oust-Koksa, dans le sud de la république, et il est le chef-lieu de l'établissement rural d'Oust-Koksa, qui comprend 7 autres villages et hameaux. Situé dans la steppe d'Ouïmon c'est l'un des centres historiques de la zone, ayant été fondé par un groupe de vieux-croyants russes en 1807. Sa population, en augmentation constante, s'élevait à 4 810 habitants en 2021.

## Géographie

### Situation

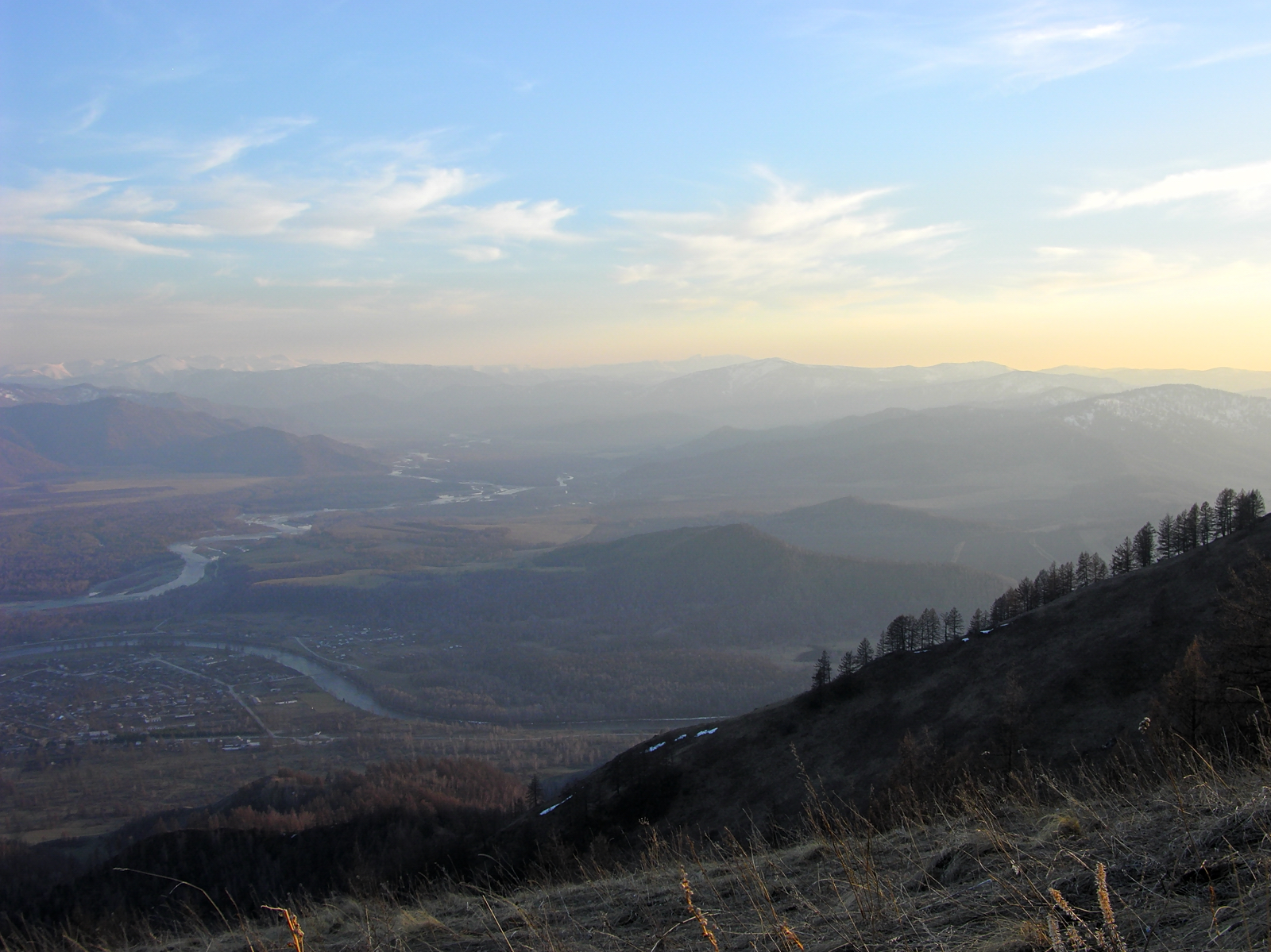
Oust-Koksa depuis les monts de la Terekta, avec ceux de la Katoun au fond. La Koksa est en premier, la Katoun en arrière

Oust-Koksa se trouve dans la république de l'Altaï, une république russe du sud de la Sibérie. Le village fait partie du district fédéral sibérien, et se situe à 560 km au sud-est de Novossibirsk, la capitale du district. Elle se trouve aussi à 3 200 km à l'est de Moscou, ainsi qu'à 190 km au sud-est de Gorno-Altaïsk, la capitale de son sujet. Elle est aussi à 48 kilomètres de la frontière kazakhe.
Le village fait partie du raïon d'Oust-Koksa, un des dix raïons de la république, qui se trouve dans le sud-ouest de la république, et en est le centre administratif. Le village fait partie de l'établissement rural d'Oust-Koksa, une municipalité dans l'ouest du raïon qui comprend 7 autres villages et hameaux (Bachtala, Vlassievo, Kastakha, Krasnoïarka, Kourounda, Sini Iar et Tiougouriouk),.
Oust-Koksa est située à l'extrémité occidentale de la steppe d'Ouïmon, un grand bassin intermontagneux. La steppe et le village sont délimités au nord par les monts de la Terekta, et au sud de la steppe se trouvent les monts Katoun, deux chaînes du vaste système montagneux d'Asie centrale de l'Altaï. Oust-Koksa est au point de confluence de la rivière Koksa dans la Katoun, se trouvant sur la rive gauche de la Katoun. Cette dernière rivière donne plus tard naissance en partie à l'Ob. Lors de la confluence, l'on peut observer que la Koksa a une apparence transparente mais la Katoun est elle plus laiteuse. L'altitude du village est de 998 mètres au-dessus du niveau de la mer.

### Localités limitrophes
Oust-Koksa est limitrophe de Berezovka au sud-ouest de Bachtala au nord-est.
|           |            | Bachtala |
|           | Oust-Koksa |          |
| Berezovka |            |          |

### Climat
Le climat d'Oust-Koksa est un climat continental de type Dfb selon la classification de Köppen. Le mois le plus chaud de l'année est juillet avec une température moyenne de 16,8 °C tandis que le mois le plus froid est janvier avec une température moyenne de −20 °C. Les précipitations varient beaucoup en fonction de la période de l'année : les pluies les plus intenses ont lieu en juillet (76,8 mm) ; à l'opposé, il ne tombe que 11,9 mm en février.
Oust-Koksa bénéficie d'environ 2 896,72 heures d'ensoleillement tout au long de l'année. Le mois le plus ensoleillé est juin, avec une moyenne de 10,95 heures d'ensoleillement par jour et 339,55 heures dans le mois. En revanche, il n'y a qu'en moyenne 4,44 heures d'ensoleillement par jour en janvier, et l'ensoleillement total pendant ce mois est de 137,72 heures. Le mois le plus humide est juillet, avec un taux de 70,61 %, contre seulement 55,21 % en mars.
- Température record la plus froide : −48,5 °C (janvier 1940)
- Température record la plus chaude : 36,5 °C (juillet 1974)

| Mois                                                | jan.       | fév.       | mars       | avril     | mai        | juin      | jui.      | août      | sep.      | oct.       | nov.      | déc.       | année      |
| --------------------------------------------------- | ---------- | ---------- | ---------- | --------- | ---------- | --------- | --------- | --------- | --------- | ---------- | --------- | ---------- | ---------- |
| Température minimale moyenne (°C)                   | −24,5      | −21,5      | −12,2      | −2,1      | 3          | 8,1       | 10,2      | 7,9       | 2         | −3,6       | −12,5     | −21        | −5,5       |
| Température moyenne (°C)                            | −20        | −15,8      | −6         | 4,4       | 10,2       | 15,1      | 16,8      | 14,7      | 8,6       | 1,5        | −8,5      | −16,9      | 4,1        |
| Température maximale moyenne (°C)                   | −14,4      | −9,3       | 0,5        | 12        | 18,3       | 23,3      | 24,7      | 23,3      | 17,1      | 8,4        | −3,5      | −12        | 8,7        |
| Record de froid (°C) date du record                 | −48,5 1940 | −43,9 1951 | −37,8 1951 | −25 1979  | −10,7 1960 | −3 2007   | −1,2 1936 | −4,5 1938 | −9,8 1969 | −22,6 1987 | −42 1944  | −46,4 1966 | −48,5 1940 |
| Record de chaleur (°C) date du record               | 5,7 2002   | 8,4 2021   | 17,2 1989  | 27,3 1972 | 33,2 2022  | 33,4 2012 | 36,5 1974 | 36,4 2008 | 31,2 1953 | 23,7 1986  | 12,6 1990 | 8,2 1989   | 36,5 1974  |
| Précipitations (mm)                                 | 12,7       | 11,9       | 13,4       | 31,9      | 55         | 76        | 76,8      | 68,7      | 48,2      | 35         | 25,9      | 19,3       | 534        |
| Précipitations les plus basses (mm) année du record | 0,5 1964   | 0,1 1964   | 0,6 1967   | 1 1991    | 5 1974     | 11 1955   | 4 1965    | 18 1996   | 5 1951    | 6 1990     | 4 1978    | 3 1968     | 231 1974   |
| Précipitations les plus hautes (mm) année du record | 36 1979    | 36 1993    | 98 2018    | 121 1952  | 151 1938   | 144 1993  | 195 1984  | 173 2013  | 113 1999  | 97 1976    | 81 1980   | 53 1996    | 697 1946   |
| Record de pluie en 24 h (mm) date du record         | 20 1940    | 27 1992    | 34 2018    | 52 1952   | 70 1973    | 50 1972   | 44 1979   | 40 1981   | 36 1970   | 49 1977    | 35 1963   | 22 1984    | 70 1973    |

| Diagramme climatique                                  |               |              |            |         |           |              |             |           |           |               |            |
| J                                                     | F             | M            | A          | M       | J         | J            | A           | S         | O         | N             | D          |
| −14,4−24,512,7                                        | −9,3−21,511,9 | 0,5−12,213,4 | 12−2,131,9 | 18,3355 | 23,38,176 | 24,710,276,8 | 23,37,968,7 | 17,1248,2 | 8,4−3,635 | −3,5−12,525,9 | −12−2119,3 |
| Moyennes : • Temp. maxi et mini °C • Précipitation mm |               |              |            |         |           |              |             |           |           |               |            |

## Histoire
Dans les limites d'Oust-Koksa, au pied des monts de la Terekta, se trouvent des monticules de la période scythe (VIIIe – Ve siècles avant J.-C.), qui ont été découverts en 1925 à l'embouchure de la Koksa par l'archéologue russe Sergueï Roudenko. Ce même archéologue a fouillé deux monticules d'Oust-Koksa bien plus vieux, appartenant à la culture d'Afanasievo (IVe — IIIe millénaire av. J.-C.).
Le village a été fondé en 1807. À partir des années 1830, de nombreux Kamenchtchik (en), un groupe de vieux-croyants, qui avaient déjà colonisés la steppe d'Ouïmon, se sont établis à Oust-Koksa. En 1911, Oust-Koksa est devenu le chef-lieu du conseil étranger d'Ouïmon, qui comprenait alors 15 villages à travers la steppe.

## Population et société

### Démographie
L'évolution du nombre d'habitants de Oust-Koksa  est connue à travers les recensements et estimations de la population effectués dans la localité depuis 1889. Le premier recensement ayant intervenu dans la localité est celui soviétique de 1926. Au total, Oust-Koksa a connu 9 recensements 1926 et le dernier en 2021.
Alors que la population a plutôt stagné entre 1899 et 1926, elle a ensuite quadruplé pour atteindre 1 642 habitants en 1939. La population a ensuite continué à augmenter de manière moins forte jusqu'au recensement de 2010, avec 4 373 habitants. De 2010 à 2016, la population a stagné, avec même pour certaines années des baisses, mais la population remonte à nouveau depuis 2016, avec 400 nouveaux habitants entre 2016 et 2021. La population  en 2021 est de 4 810 habitants.
Recensements (*) et estimations de la population,,,,,:
| 1889 | 1926* | 1939* | 1959* | 1970* | 1979* |
| ---- | ----- | ----- | ----- | ----- | ----- |
| 135  | 364   | 1 642 | 1 995 | 2 286 | 2 913 |

| 1989* | 2002* | 2010* | 2012  | 2013  | 2014  |
| ----- | ----- | ----- | ----- | ----- | ----- |
| 3 526 | 3 986 | 4 373 | 4 362 | 4 357 | 4 325 |

| 2015  | 2016  | 2021* | - | - | - |
| ----- | ----- | ----- | - | - | - |
| 4 361 | 4 437 | 4 810 | - | - | - |

En 2002, sur les 3 986 habitants d'Oust-Koksa, il y avait 89 % de Russes.

### Services
Oust-Koksa dispose de nombreuses infrastructures grâce à sa qualité de centre de raïon. Il y a 3 écoles, 3 jardins d'enfants, mais aussi une maison de raïon de la créativité et des loisirs, une bibliothèque de raïon et une bibliothèque nommée d'après Éléna Roerich, qui contient plus de 25 000 ouvrages. Il y a de plus un hôpital de raïon, un commissariat, un bain public, une clinique, une école d'art pour enfant, un cinéma et le centre administratif de la réserve naturelle de Katoun.
L'école n°2 d'Oust-Koksa, école agricole, est connue dans toute la république de l'Altaï pour ses produits agricoles mais aussi ses ateliers dont un atelier de fabrication de vêtements d'Altaïens. Il y a aussi des ateliers dans l'école d'amulettes, poupées et autres objets folkloriques.

## Culture, économie et transports

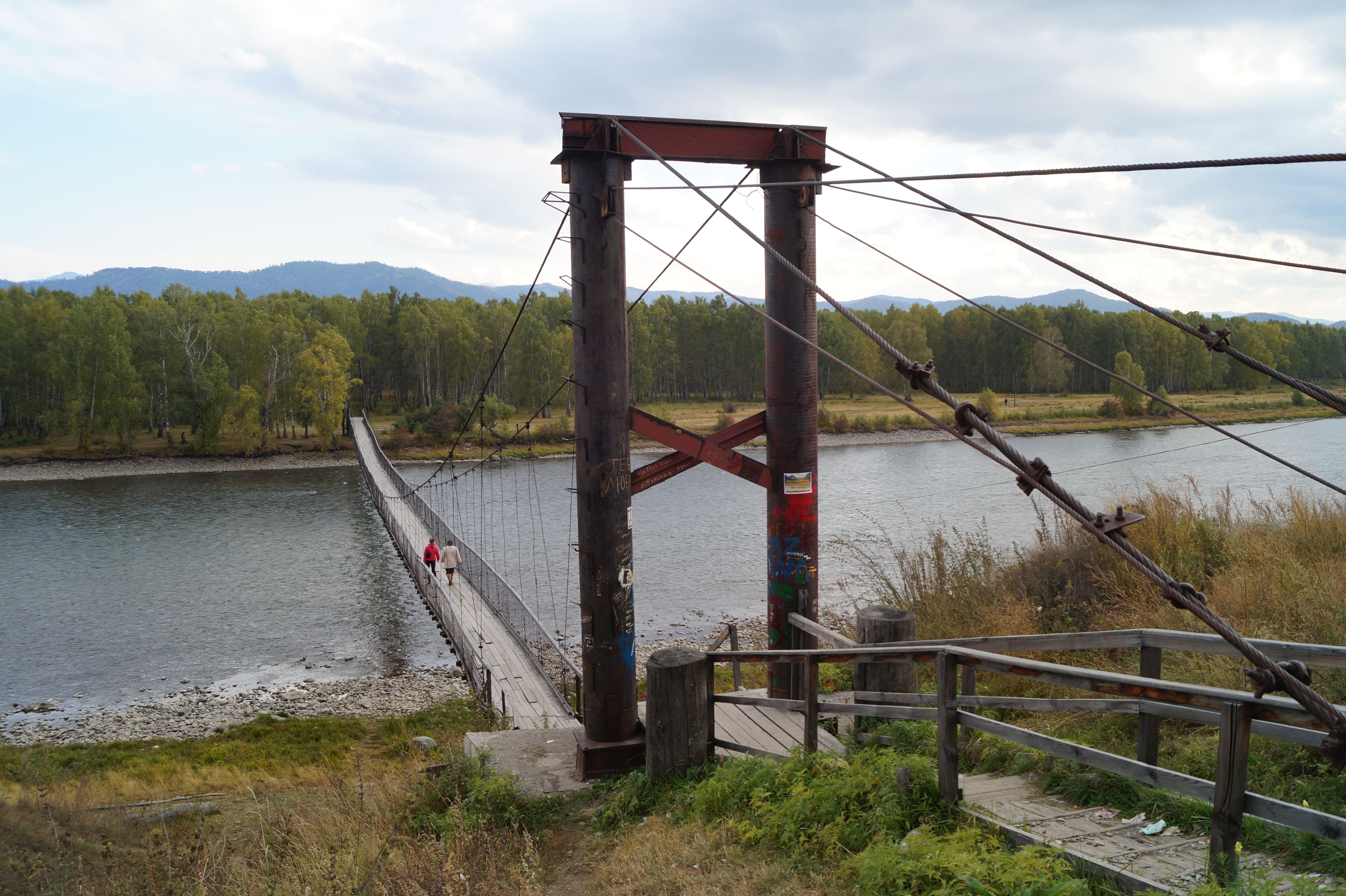
Pont piéton à Oust-Koksa.

Le secteur touristique est développé, le village étant un centre touristique avec le départ de nombreux itinéraires touristiques. Le village profite en effet de sa proximité avec les monts Katoun, les lacs de la Moulta, le lac d'Akkrem, de Koutcherla et de ceux de la Chavla, mais aussi du Béloukha, point culminant de l'Altaï. Il y a quatre complexes hôteliers et hôtels, des cafés, restaurants et autres.
Au centre d'Oust-Koksa se trouve une zone commerçante avec divers magasins et un bazar. Il y a dans ce centre une succursale de la Sberbank et le bâtiment administratif du raïon. Dans cette zone se situe la place centrale, avec la maison de la Culture du raïon qui accueille diverses expositions, principalement folkloriques et archéologiques. Sur la rue principale se trouve un assez grand magasin de souvenirs de la vallée d'Ouïmon. Sur la rue du quai se trouve un atelier de tailleur de pierre, et près de l'hôpital il y a un atelier de tailleur de bois et de pierre.
Oust-Koksa possède une église dédiée à l'Intercession de la Bienheureuse Vierge Marie, construite dans les années 1990 dans le style architectural en bois russe. l y a une icône de la Sainte-Trinité et une de l'intercession de la Vierge Marie étoffé par des saints locaux de l'Altaï.
Le village compte une entreprise qui produit du fromage et de beurre, ses produits se trouvant dans les commerces de la région. Oust-Koksa a deux ponts sur la rivière Koksa (et aucun sur la Katoun), avec l'un qui est automobile et l'autre qui est un pont piétonnier menant à une forêt de bouleaux sur la pointe de la confluence de la Koksa et la Katoun. Cette pointe de confluence est classée comme un monument naturel, et la forêt de mélèze et d'aubépine sur la pointe est aussi classée monument naturel.
Concernant les transports, Oust-Koksa se situe sur la route régionale 84K-134, une partie de la route d'Ouïmon, seul axe routier vers la steppe d'Ouïmon, qui va vers la R256 d'une part et Tioungour d'autre part. Il y a ensuite deux autres routes régionales mineures qui commencent à Oust-Koksa, avec la 84K-111 qui traverse la Koksa et va vers les villages encore plus en aval sur la Katoun (sur la rive gauche), jusqu'à Maralovodoka au sud, et d'autre part la route régionale 84K-7 vers les villages de la steppe de Bachtala , Kastakhta et Kourounda au nord-est. La gare la plus proche est celle de Biïsk.

## Galerie

Oust-Koksa (sélection) :
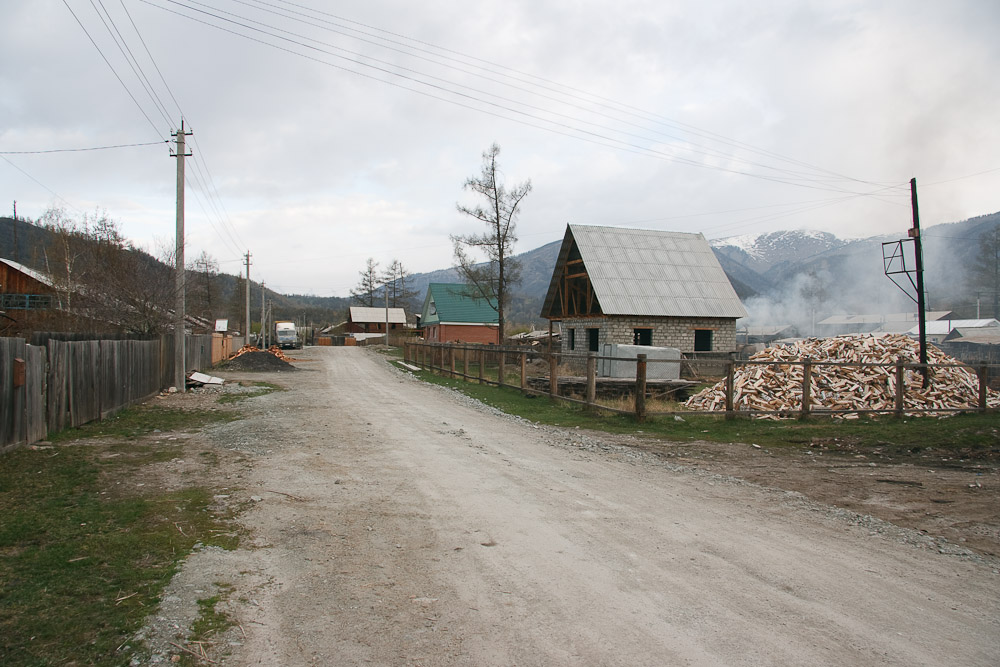
Une rue d'Oust-Koksa.
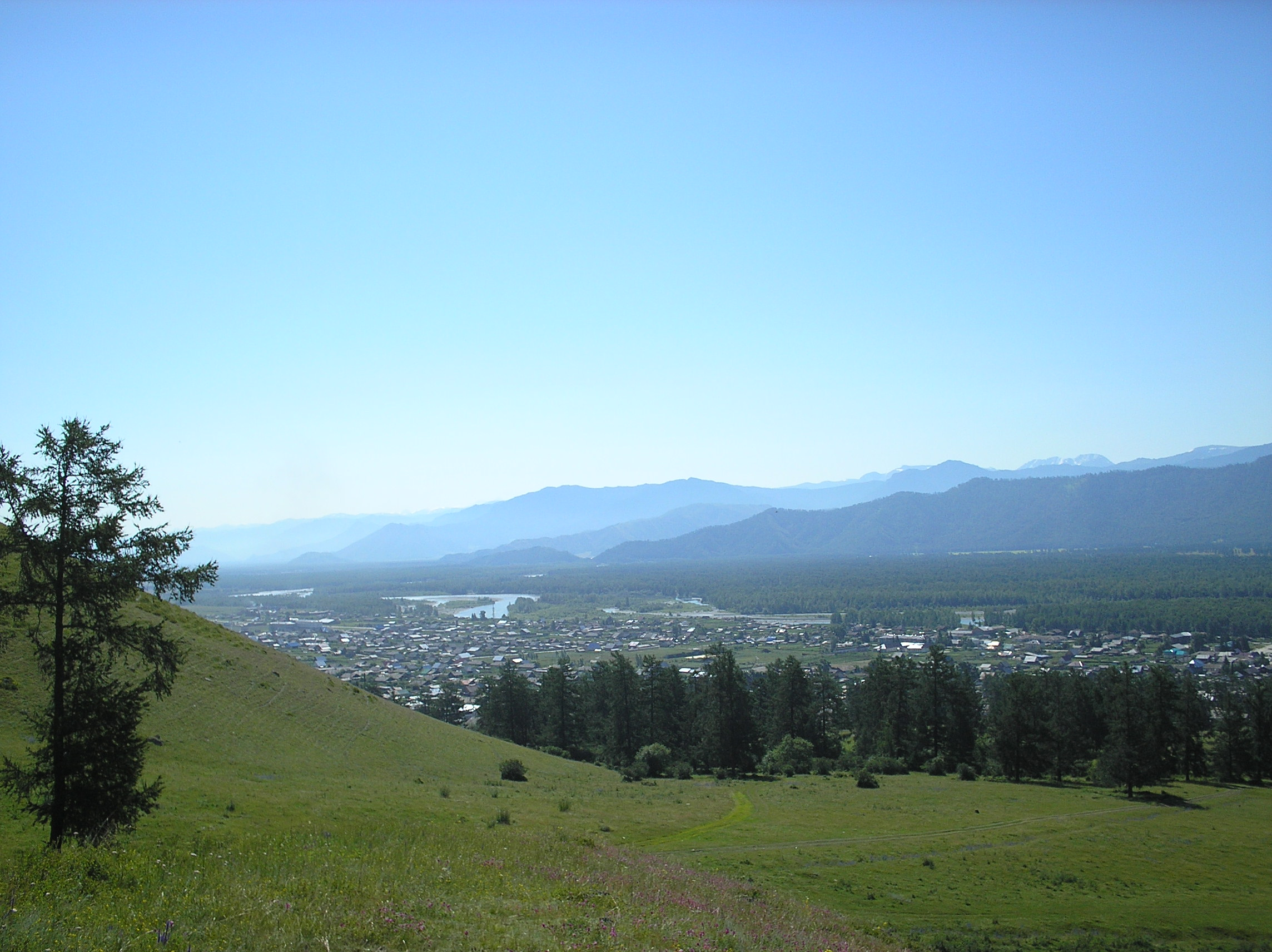
Vue en direction du sud-est avec les monts Katoun au fond.
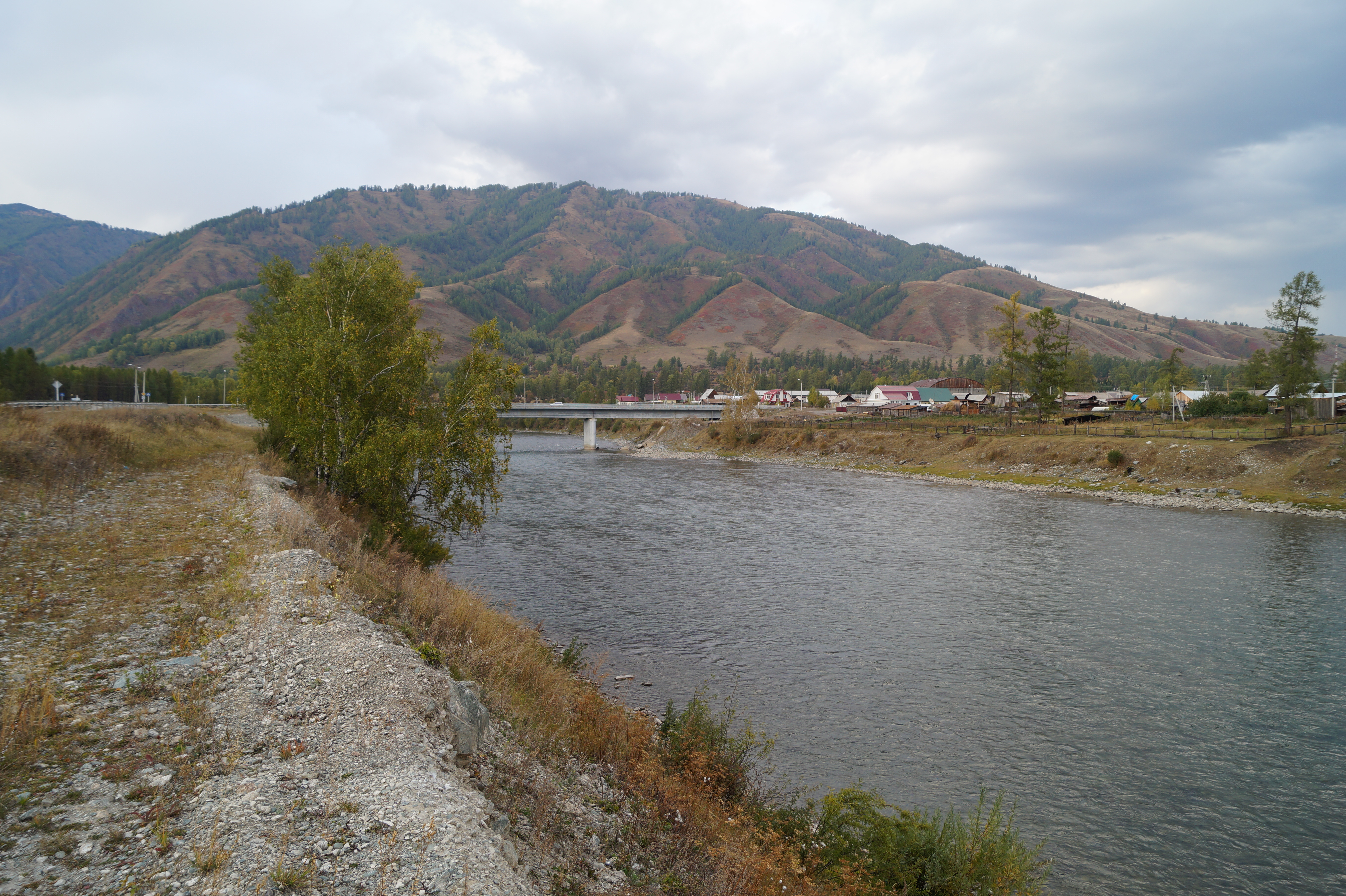
Pont automobile de la 84K-111 avec une montagne des monts de la Terekta au fond. Au premier plan, la rivière Koksa.
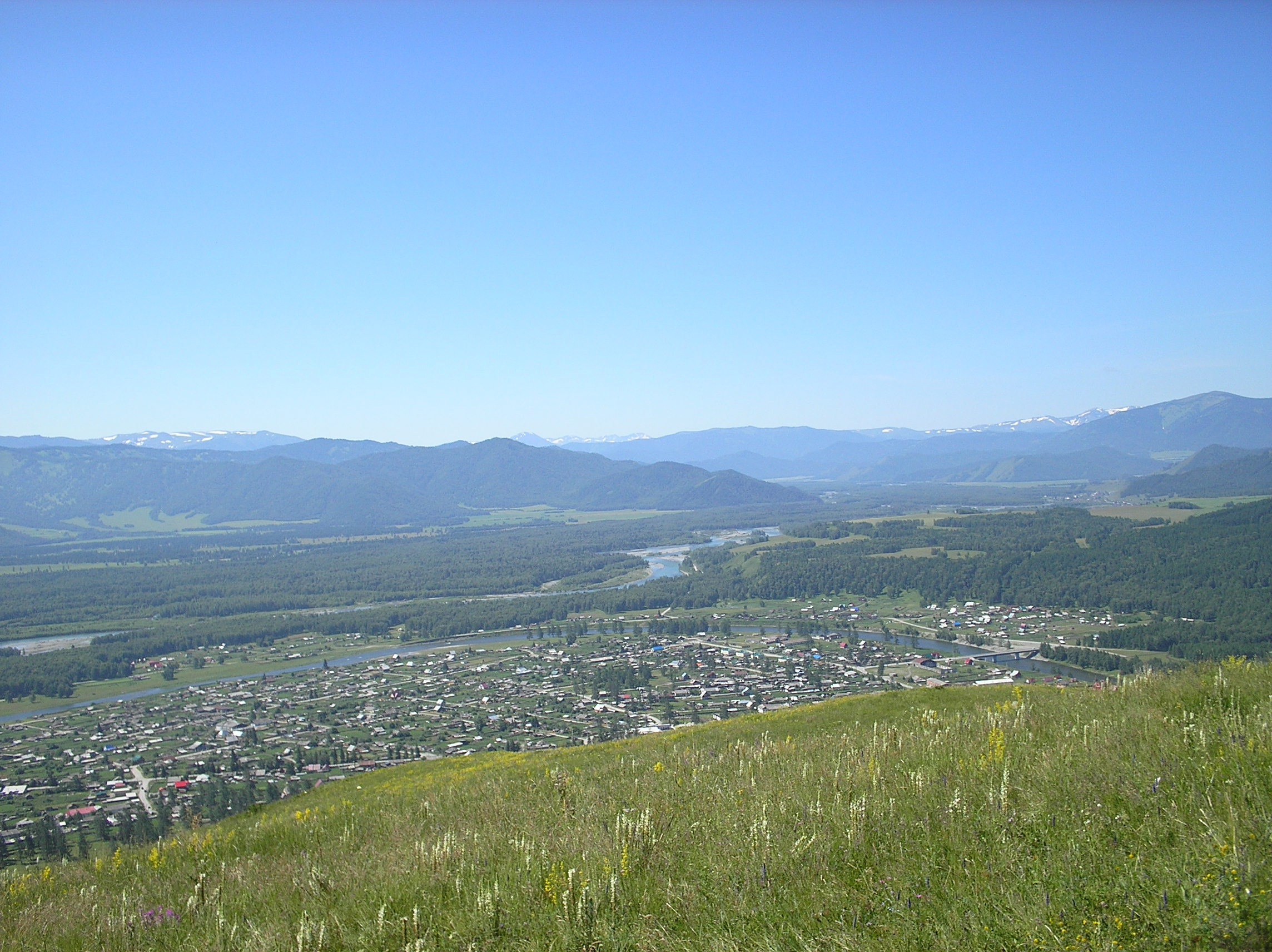
Vue en direction du sud-ouest avec les monts Katoun au fond.